# 2502 Nummela
A 2502 Nummela (ideiglenes jelöléssel 1943 EO) a Naprendszer kisbolygóövében található aszteroida. Yrjö Väisälä fedezte fel 1943. március 3-án, Turkuban.